# Alois Weinhandl
Alois Weinhandl (* 25. November 1878 in Dirnbach, Steiermark; † 21. März 1964 ebenda) war ein österreichischer Politiker der Christlichsozialen Partei (CSP).

## Ausbildung und Beruf
Nach dem Besuch der Volksschule wurde er Mühlen- und Wirtschaftsbesitzer.

## Politische Funktionen
- 1931–1938: Bürgermeister der Gemeinde Dirnbach

## Politische Mandate
- 20. September 1923 bis 20. November 1923: Abgeordneter zum Nationalrat (I. Gesetzgebungsperiode), CSP